# Susana Olaondo
Susana Olaondo és una escriptora i dibuixant uruguaiana

## Biografia
Susana Olaondo va néixer a Montevideo (Uruguai) el 1953. Es va interessar pel dibuix, la pintura, fotografia, escultura i introducció al llenguatge visual. Va concórrer a diversos tallers d'escriptura. A més va estudiar jardineria a l'Escola Municipal de Jardineria del Jardí Botànic, obtenint un títol de tècnica en aquesta especialitat.

## Trajectòria
Exerceix la docència al Taller d'Arts Plàstiques per a nens. Des del 2007 té un Taller d'expressió plàstica per a nens, on es busca estimular la creativitat. Escriu i il·lustra els seus propis contes per a nens, dins del gènere llibre-àlbum. El 1990 va il·lustrar el seu primer llibre, La Tía Merelde, i continua des de llavors escrivint i il·lustrant per a lectors primerencs. Diversos dels seus llibres s'han editat als Estats Units d'Amèrica, Xile, Argentina i el Canadà. Té més de 30 llibres publicats, entre ells un audiollibre per la Fundació Braille de l'Uruguai.
Posseeix diversos premis i mencions.

## Obres
| Any  | Títol                            | ISBN                   | Editorial                     | Nota                                        |
| ---- | -------------------------------- | ---------------------- | ----------------------------- | ------------------------------------------- |
| 1990 | La Tía Merelde                   |                        | Ediciones Mosca Hnos.         |                                             |
| 1992 | Olegario un bicho de luz apagado |                        | Ediciones Mosca Hnos.         |                                             |
| 1994 | Violeta                          |                        | Ediciones de autor            |                                             |
| 1994 | Vamos                            |                        | Ediciones de autor            |                                             |
| 1995 | La radio de Don Marío            |                        | Fundación Braille del Uruguay | Audiollibre                                 |
| 1996 | Felipe                           |                        | Alfaguara                     |                                             |
| 1997 | Una Luna                         | ISBN 978-9974-95-400-7 | Alfaguara                     |                                             |
| 1998 | Un cuento de papel               | ISBN 978-9974-95-401-4 | Alfaguara                     |                                             |
| 2001 | Julieta: ¿Qué plantaste?         |                        | Alfaguara                     |                                             |
| 2002 | Uno de conejos                   |                        | Alfaguara                     |                                             |
| 2002 | Cuentos para contar              |                        | Asociación Ser del Uruguay    | Fons destinats a l'Hospital Pereira Rossell |
| 2003 | Una Pindó                        |                        | Alfaguara                     |                                             |
| 2004 | Olegario                         |                        | Alfaguara                     | Reedició                                    |
| 2004 | Meleté                           |                        | Trilce                        |                                             |
| 2004 | Vamos                            |                        | Trilce                        | Reedició                                    |
| 2005 | Si vas a dibujar...              |                        | Alfaguara                     |                                             |
| 2005 | La Huella                        |                        | Trilce                        |                                             |
| 2006 | El lapicito verde                |                        | Trilce                        |                                             |
| 2006 | Palabras                         |                        | Alfaguara                     |                                             |
| 2006 | Merelde y los lunares            |                        | Alfaguara                     |                                             |
| 2007 | Un Mago                          | ISBN 978-9974-80-132-5 | Sudamericana                  |                                             |
| 2007 | Una lombriz y un águila          |                        | Alfaguara                     |                                             |
| 2008 | Gato blanco, gato negro          | ISBN 978-9974-95-270-6 | Alfaguara                     |                                             |
| 2009 | ¡Hay que insistir!               | ISBN 978-9974-95-233-1 | Alfaguara                     |                                             |
| 2009 | Mimos                            | ISBN 978-9974-95-294-2 | Alfaguara                     |                                             |
| 2009 | Jugamos                          | ISBN 978-9974-95-295-9 | Alfaguara                     |                                             |
| 2010 | La huella                        | ISBN 978-9974-95-322-2 | Alfaguara                     |                                             |
| 2010 | ¡Por un Color...!                | ISBN 978-9974-95-367-3 | Alfaguara                     |                                             |
| 2013 | Violeta y los paraguas           | ISBN 978-9974-95-728-2 | Alfaguara                     |                                             |
| 2014 | ¿Y la pelota?                    | ISBN 978-9974-95-575-2 | Alfaguara                     |                                             |
| 2014 | La nube                          | ISBN 978-9974-71-391-8 | Alfaguara                     |                                             |
| 2015 | Los patos no tienen ombligo      | ISBN 978-9974-73-212-4 | Alfaguara                     |                                             |
| 2016 | Una botella azul                 | ISBN 978-9974-73-665-8 | Alfaguara                     |                                             |
| 2017 | Lentejas                         | ISBN 978-9974-74-855-2 | Alfaguara                     |                                             |
| 2018 | Merelde y Paco                   | ISBN 978-9974-88-847-0 | Alfaguara                     |                                             |

## Premis
- 1997 - 2n Premi Nacional de Literatura per a Nens i Joves, categoria inèdits pel llibre Felipe atorgat pel Ministeri d'Educació i Cultura (MEC).
- 1998 - 1r Premi Nacional de Literatura per a Nens i Joves, categoria inèdits pel llibre Un cuento de papel atorgat pel Ministeri d'Educació i Cultura (MEC).
- 2000 - Menció categoria inèdits del Ministeri d'Educació i Cultura pel llibre Por un Color.
- 2003 - Menció categoria inèdits del Ministeri d'Educació i Cultura pel llibre Uno de Conejos.
- 2004 - Finalista al Premi Bartolomé Hidalgo lliurat per la Càmara Uruguaiana del Llibre pel llibre El libro Meleté.
- 2004 - Primera Menció entregada pel Ministeri d'Educació i Cultura pel llibre Una Pindó.
- 2006 - 2n Premi Nacional de Literatura per a Nens i Joves, categoria inèdits pel llibre Palabras atorgat pel Ministeri d'Educació i Cultura (MEC), i compartit amb l'escriptora Magdalena Helguera.
- 2008 - Finalista al Premi Bartolomé Hidalgo lliurat per la Càmara Uruguaiana del Llibre pel llibre Hay que insistir.
- 2008 - Menció del Ministeri d'Educació i Cultura (MEC) pel libro Gato blanco, gato negro.
- 2010 - Premi Bartolomé Hidalgo lliurat per la Càmara Uruguaiana del Llibre pel llibre infantil (categoria llibre-àlbum) Por un color.[3]
- 2016 - Premi Libre d'Or lliurat per la Càmara Uruguaiana del Llibre pel llibre Los patos no tienen ombligo.[4]
- 2017 - Menció del Ministeri d'Educació i Cultura pel llibre Los patos no tienen ombligo.
- 2017 - Premi Libre d'Or lliurat per la Càmara Uruguaiana del Llibre pel llibre Lentejas.

## Teatre
L'any 2000, el grup de Teatre L'Arcaza porta al teatre 5 llibres de l'autora: Una Pindó, Julieta, ¿qué plantaste?, Por un color, Felipe i Olegario. El grup teatral a través de la música en viu i l'humor busquen establir un vincle directe amb el nen com a punt de partida per explicar la història. Visiten escoles, biblioteques, aniversaris i diverses presentacions de llibres de l'autora. El 2017 van fer una extensa gira recorrent l'interior de l'Uruguai.